# Saison 2017-2018 des Mavericks de Dallas
La saison 2017-2018 des Mavericks de Dallas est la 38e saison de la franchise en National Basketball Association (NBA).

## Draft
| Tour | Choix | Joueur           | Poste | Nationalité | Provenance                       |
| ---- | ----- | ---------------- | ----- | ----------- | -------------------------------- |
| 1    | 9     | Dennis Smith Jr. | PG    | États-Unis  | Wolfpack de North Carolina State |

## Matchs

### Summer League
| Summer League Total: 10-1 |

| Match | Date match  | Équipe        | Score        | Meilleur marqueur  | Meilleur rebondeur    | Meilleur passeur  | Lieux        | Série |
| ----- | ----------- | ------------- | ------------ | ------------------ | --------------------- | ----------------- | ------------ | ----- |
| 1     | 1er juillet | New York      | V 80-75      | Dwight Buycks (16) | Jameel Warney (8)     | Dwight Buycks (6) | Amway Center | 1 - 0 |
| 2     | 2 juillet   | Orlando       | V 86-76      | Dwight Buycks (20) | Brandon Ashley (8)    | Wood, Warney (3)  | Amway Center | 2 - 0 |
| 3     | 4 juillet   | Indiana       | V 84-79      | Jameel Warney (17) | Jameel Warney (4)     | Dwight Buycks (5) | Amway Center | 3 - 0 |
| 4     | 5 juillet   | Oklahoma City | V 96-75      | Brandon Paul (20)  | Brandon Paul (6)      | Luis Montero (5)  | Amway Center | 4 - 0 |
| 5     | 6 juillet   | Détroit       | V 83-81 (OT) | Dwight Buycks (28) | Johnathan Motley (10) | Dwight Buycks (8) | Amway Center | 5 - 0 |

| Match | Date match | Équipe      | Score    | Meilleur marqueur     | Meilleur rebondeur          | Meilleur passeur     | Lieux                | Série |
| ----- | ---------- | ----------- | -------- | --------------------- | --------------------------- | -------------------- | -------------------- | ----- |
| 1     | 8 juillet  | Chicago     | V 91-75  | Brandon Ashley (21)   | Finney-Smith, Smith Jr. (7) | Dennis Smith Jr. (6) | Thomas & Mack Center | 1 - 0 |
| 2     | 9 juillet  | Phoenix     | V 88-77  | Dennis Smith Jr. (25) | Dorian Finney-Smith (10)    | Dennis Smith Jr. (4) | Thomas & Mack Center | 2 - 0 |
| 3     | 11 juillet | Miami       | V 78-73  | Yogi Ferrell (23)     | Ashley, Motley (6)          | Dennis Smith Jr. (5) | Cox Pavilion         | 3 - 0 |
| 4     | 13 juillet | Sacramento  | V 83-76  | Dennis Smith Jr. (25) | Finney-Smith, Smith Jr. (7) | Cinq joueurs (2)     | Thomas & Mack Center | 4 - 0 |
| 5     | 15 juillet | Boston      | V 91-74  | Yogi Ferrell (20)     | Finney-Smith, Ashley (5)    | Yogi Ferrell (5)     | Thomas & Mack Center | 5 - 0 |
| 6     | 16 juillet | L.A. Lakers | D 98-108 | Dennis Smith Jr. (21) | Johnathan Motley (9)        | Dennis Smith Jr. (6) | Thomas & Mack Center | 5 - 1 |

### Pré-saison
| Pré-saison Total: 4-2 (Domicile : 3-0 ; Extérieur : 1-2) |

| Match | Date match | Équipe      | Score     | Meilleur marqueur     | Meilleur rebondeur | Meilleur passeur     | Lieux Spectateurs        | Série |
| ----- | ---------- | ----------- | --------- | --------------------- | ------------------ | -------------------- | ------------------------ | ----- |
| 1     | 2 octobre  | Milwaukee   | V 106-104 | Yogi Ferrell (12)     | Trois joueurs (5)  | Wesley Matthews (5)  | American Airlines Center | 1 - 0 |
| 1     | 4 octobre  | Chicago     | V 118-71  | Harrison Barnes (17)  | Dirk Nowitzki (9)  | Maalik Wayns (5)     | American Airlines Center | 2 - 0 |
| 2     | 5 octobre  | @ Orlando   | D 89-112  | Dennis Smith Jr. (13) | Jeff Withey (8)    | Yogi Ferrell (3)     | Amway Center             | 2 - 1 |
| 3     | 9 octobre  | Orlando     | V 99-96   | Dennis Smith Jr. (16) | Salah Mejri (9)    | J. J. Barea (9)      | American Airlines Center | 3 - 1 |
| 4     | 12 octobre | @ Atlanta   | V 108-94  | Gian Clavell (19)     | Jeff Withey (8)    | Maalik Wayns (6)     | Hank McCamish Pavilion   | 4 - 1 |
| 5     | 13 octobre | @ Charlotte | D 96-111  | Harrison Barnes (24)  | Dirk Nowitzki (9)  | Dennis Smith Jr. (9) | Spectrum Center          | 4 - 2 |

### Saison régulière
| Saison régulière Total: 24-58 (Domicile : 15-26 ; Extérieur : 9-32) |

| Match | Date match | Équipe       | Score     | Meilleur marqueur     | Meilleur rebondeur   | Meilleur passeur      | Lieux                    | Série |
| ----- | ---------- | ------------ | --------- | --------------------- | -------------------- | --------------------- | ------------------------ | ----- |
| 1     | 18 octobre | Atlanta      | D 111-117 | Smith Jr., Noel (16)  | Nerlens Noel (11)    | Dennis Smith Jr. (10) | American Airlines Center | 0 - 1 |
| 2     | 20 octobre | Sacramento   | D 88-93   | Harrison Barnes (24)  | Dirk Nowitzki (9)    | José Juan Barea (10)  | American Airlines Center | 0 - 2 |
| 3     | 21 octobre | @ Houston    | D 91-107  | Barea, Ferrell (19)   | Six joueurs (5)      | Yogi Ferrell (6)      | Toyota Center            | 0 - 3 |
| 4     | 23 octobre | Golden State | D 103-133 | Wesley Matthews (19)  | Trois joueurs (7)    | José Juan Barea (8)   | American Airlines Center | 0 - 4 |
| 5     | 25 octobre | Memphis      | V 103-94  | Dennis Smith Jr. (19) | Harrison Barnes (6)  | Dennis Smith Jr. (5)  | American Airlines Center | 1 - 4 |
| 6     | 26 octobre | @ Memphis    | D 91-96   | Harrison Barnes (22)  | Harrison Barnes (11) | Dennis Smith Jr. (9)  | FedEx Forum              | 1 - 5 |
| 7     | 28 octobre | Philadelphie | D 110-112 | Harrison Barnes (25)  | Trois joueurs (6)    | Dennis Smith Jr. (8)  | American Airlines Center | 1 - 6 |
| 8     | 30 octobre | @ Utah       | D 89-104  | Dirk Nowitzki (18)    | Dwight Powell (10)   | Devin Harris (6)      | Vivint Smart Home Arena  | 1 - 7 |

| Match | Date match   | Équipe          | Score          | Meilleur marqueur        | Meilleur rebondeur   | Meilleur passeur      | Lieux                    | Série  |
| ----- | ------------ | --------------- | -------------- | ------------------------ | -------------------- | --------------------- | ------------------------ | ------ |
| 9     | 1er novembre | @ L.A. Clippers | D 98-119       | Dennis Smith Jr. (18)    | Dirk Nowitzki (8)    | Wesley Matthews (4)   | Staples Center           | 1 - 8  |
| 10    | 3 novembre   | New Orleans     | D 94-99        | Harrison Barnes (26)     | Salah Mejri (13)     | José Juan Barea (5)   | American Airlines Center | 1 - 9  |
| 11    | 4 novembre   | @ Minnesota     | D 99-112       | Dennis Smith Jr. (18)    | Dennis Smith Jr. (5) | José Juan Barea (6)   | Target Center            | 1 - 10 |
| 12    | 7 novembre   | @ Washington    | V 113-99       | Harrison Barnes (31)     | Salah Mejri (12)     | Dennis Smith Jr. (8)  | Capital One Arena        | 2 - 10 |
| 13    | 11 novembre  | Cleveland       | D 104-111      | Harrison Barnes (23)     | Harrison Barnes (12) | Dennis Smith Jr. (7)  | American Airlines Center | 2 - 11 |
| 14    | 12 novembre  | @ Oklahoma City | D 99-112       | Harrison Barnes (22)     | Harrison Barnes (13) | Ferrell, Matthews (4) | Chesapeake Energy Arena  | 2 - 12 |
| 15    | 14 novembre  | San Antonio     | D 91-97        | Dennis Smith Jr. (27)    | Harrison Barnes (8)  | Dirk Nowitzki (6)     | American Airlines Center | 2 - 13 |
| 16    | 17 novembre  | Minnesota       | D 87-111       | Harrison Barnes (18)     | Dirk Nowitzki (7)    | Trois joueurs (4)     | American Airlines Center | 2 - 14 |
| 17    | 18 novembre  | Milwaukee       | V 111-79       | Wesley Matthews (22)     | Dwight Powell (13)   | Wesley Matthews (8)   | American Airlines Center | 3 - 14 |
| 18    | 20 novembre  | Boston          | D 102-110 (OT) | Harrison Barnes (31)     | Dirk Nowitzki (12)   | Barea, Smith (4)      | American Airlines Center | 3 - 15 |
| 19    | 22 novembre  | @ Memphis       | V 95-94        | Harrison Barnes (22)     | Harrison Barnes (9)  | José Juan Barea (11)  | FedEx Forum              | 4 - 15 |
| 20    | 25 novembre  | Oklahoma City   | V 97-81        | Dirk Nowitzki (19)       | Harrison Barnes (12) | José Juan Barea (6)   | American Airlines Center | 5 - 15 |
| 21    | 27 novembre  | @ San Antonio   | D 108-115      | Matthews, Smith Jr. (19) | Harrison Barnes (8)  | José Juan Barea (6)   | AT&T Center              | 5 - 16 |
| 22    | 29 novembre  | Brooklyn        | D 104-109      | Harrison Barnes (17)     | Harrison Barnes (8)  | Barnes, Barea (6)     | American Airlines Center | 5 - 17 |

| Match | Date match  | Équipe             | Score     | Meilleur marqueur      | Meilleur rebondeur    | Meilleur passeur      | Lieux                     | Série   |
| ----- | ----------- | ------------------ | --------- | ---------------------- | --------------------- | --------------------- | ------------------------- | ------- |
| 23    | 2 décembre  | L.A. Clippers      | V 108-82  | José Juan Barea (21)   | Harrison Barnes (10)  | José Juan Barea (10)  | American Airlines Center  | 6 - 17  |
| 24    | 4 décembre  | Denver             | V 122-105 | Harrison Barnes (22)   | Harrison Barnes (10)  | José Juan Barea (9)   | American Airlines Center  | 7 - 17  |
| 25    | 6 décembre  | @ Boston           | D 90-97   | Harrison Barnes (19)   | Trois joueurs (7)     | José Juan Barea (6)   | TD Garden                 | 7 - 18  |
| 26    | 8 décembre  | @ Milwaukee        | D 102-109 | Wesley Matthews (29)   | Harrison Barnes (8)   | José Juan Barea (6)   | BMO Harris Bradley Center | 7 - 19  |
| 27    | 10 décembre | @ Minnesota        | D 92-97   | Harrison Barnes (19)   | Dwight Powell (6)     | Yogi Ferrell (7)      | Target Center             | 7 - 20  |
| 28    | 12 décembre | San Antonio        | V 95-89   | Harrison Barnes (17)   | Dwight Powell (12)    | José Juan Barea (6)   | American Airlines Center  | 8 - 20  |
| 29    | 14 décembre | @ Golden State     | D 97-112  | Dirk Nowitzki (18)     | Dirk Nowitzki (9)     | Barea, Harris (6)     | Oracle Arena              | 8 - 21  |
| 30    | 16 décembre | @ San Antonio      | D 96-98   | Maximilian Kleber (21) | Yogi Ferrell (11)     | Barea, Ferrell (6)    | AT&T Center               | 8 - 22  |
| 31    | 18 décembre | Phoenix            | D 91-97   | Harrison Barnes (26)   | Maximilian Kleber (8) | José Juan Barea (6)   | American Airlines Center  | 8 - 23  |
| 32    | 20 décembre | Détroit            | V 110-93  | Harrison Barnes (25)   | Harrison Barnes (7)   | José Juan Barea (7)   | American Airlines Center  | 9 - 23  |
| 33    | 22 décembre | @ Miami            | D 101-113 | Yogi Ferrell (23)      | Salah Mejri (5)       | José Juan Barea (8)   | American Airlines Arena   | 9 - 24  |
| 34    | 23 décembre | @ Atlanta          | D 107-112 | Harrison Barnes (22)   | Dirk Nowitzki (6)     | José Juan Barea (12)  | Philips Arena             | 9 - 25  |
| 35    | 26 décembre | Toronto            | V 98-93   | José Juan Barea (20)   | Harrison Barnes (10)  | Barea, Smith Jr. (4)  | American Airlines Center  | 10 - 25 |
| 36    | 27 décembre | @ Indiana          | V 98-94   | Dirk Nowitzki (15)     | Dirk Nowitzki (7)     | José Juan Barea (7)   | Bankers Life Fieldhouse   | 11 - 25 |
| 37    | 29 décembre | @ Nouvelle-Orléans | V 128-120 | Dennis Smith Jr. (21)  | Dirk Nowitzki (12)    | Dennis Smith Jr. (10) | Smoothie King Center      | 12 - 25 |
| 38    | 31 décembre | @ Oklahoma City    | V 116-113 | Harrison Barnes (24)   | José Juan Barea (7)   | José Juan Barea (11)  | Chesapeake Energy Arena   | 13 - 25 |

| Match | Date match | Équipe       | Score          | Meilleur marqueur        | Meilleur rebondeur   | Meilleur passeur      | Lieux                      | Série   |
| ----- | ---------- | ------------ | -------------- | ------------------------ | -------------------- | --------------------- | -------------------------- | ------- |
| 39    | 3 janvier  | Golden State | D 122-125      | Wesley Matthews (22)     | Nowitzki, Powell (8) | Dennis Smith Jr. (8)  | American Airlines Center   | 13 - 26 |
| 40    | 5 janvier  | Chicago      | D 124-127      | Wesley Matthews (24)     | Harrison Barnes (7)  | José Juan Barea (9)   | American Airlines Center   | 13 - 27 |
| 41    | 7 janvier  | New York     | D 96-100       | Harrison Barnes (25)     | Barnes, Mejri (7)    | Devin Harris (6)      | American Airlines Center   | 13 - 28 |
| 42    | 9 janvier  | Orlando      | V 114-99       | Nowitzki, Smith Jr. (20) | Yogi Ferrell (8)     | José Juan Barea (12)  | American Airlines Center   | 14 - 28 |
| 43    | 10 janvier | @ Charlotte  | V 115-111      | Harrison Barnes (25)     | Harrison Barnes (11) | Dennis Smith Jr. (6)  | Spectrum Center            | 15 - 28 |
| 44    | 13 janvier | L.A. Lakers  | D 101-107 (OT) | Dennis Smith Jr. (23)    | Yogi Ferrell (10)    | Matthews, Ferrell (4) | American Airlines Center   | 15 - 29 |
| 45    | 16 janvier | @ Denver     | D 102-105      | Dennis Smith Jr. (25)    | Dwight Powell (7)    | Yogi Ferrell (7)      | Pepsi Center               | 15 - 30 |
| 46    | 20 janvier | @ Portland   | D 108-117      | Wesley Matthews (23)     | Harrison Barnes (10) | Barea, Smith Jr. (6)  | Moda Center                | 15 - 31 |
| 47    | 22 janvier | Washington   | V 98-75        | Harrison Barnes (20)     | Harrison Barnes (10) | Dennis Smith Jr. (6)  | American Airlines Center   | 16 - 31 |
| 48    | 24 janvier | Houston      | D 97-104       | Wesley Matthews (29)     | Salah Mejri (10)     | Dennis Smith Jr. (6)  | American Airlines Center   | 16 - 32 |
| 49    | 26 janvier | Portland     | D 93-107       | Harrison Barnes (21)     | Harrison Barnes (7)  | Dennis Smith Jr. (7)  | American Airlines Center   | 16 - 33 |
| 50    | 27 janvier | @ Denver     | D 89-91        | Harrison Barnes (22)     | Quatre joueurs (6)   | Dennis Smith Jr. (6)  | Pepsi Center               | 16 - 34 |
| 51    | 29 janvier | Miami        | D 88-95        | Harrison Barnes (20)     | Dwight Powell (10)   | Dennis Smith Jr. (10) | American Airlines Center   | 16 - 35 |
| 52    | 31 janvier | @ Phoenix    | D 88-102       | Dennis Smith Jr. (17)    | Dirk Nowitzki (10)   | Dennis Smith Jr. (6)  | Talking Stick Resort Arena | 16 - 36 |

| Match                  | Date match | Équipe          | Score          | Meilleur marqueur     | Meilleur rebondeur   | Meilleur passeur      | Lieux                    | Série   |
| ---------------------- | ---------- | --------------- | -------------- | --------------------- | -------------------- | --------------------- | ------------------------ | ------- |
| 53                     | 3 février  | @ Sacramento    | V 106-99       | Harrison Barnes (18)  | Dwight Powell (9)    | José Juan Barea (11)  | Golden 1 Center          | 17 - 36 |
| 54                     | 5 février  | @ L.A. Clippers | D 101-104      | Wesley Matthews (23)  | Dwight Powell (10)   | Trois joueurs (5)     | Staples Center           | 17 - 37 |
| 55                     | 8 février  | @ Golden State  | D 103-121      | Dennis Smith Jr. (22) | Dirk Nowitzki (11)   | José Juan Barea (8)   | Oracle Arena             | 17 - 38 |
| 56                     | 10 février | L.A. Lakers     | V 130-123      | Dirk Nowitzki (22)    | Dwight Powell (7)    | José Juan Barea (9)   | American Airlines Center | 18 - 38 |
| 57                     | 11 février | @ Houston       | D 97-104       | Yogi Ferrell (20)     | Dwight Powell (12)   | Dennis Smith Jr. (11) | Toyota Center            | 18 - 39 |
| 58                     | 13 février | Sacramento      | D 109-114      | José Juan Barea (19)  | Nowitzki, Powell (6) | José Juan Barea (13)  | American Airlines Center | 18 - 40 |
| NBA All-Star Game 2018 |            |                 |                |                       |                      |                       |                          |         |
| 59                     | 23 février | @ L.A. Lakers   | D 102-124      | Barnes, Matthews (19) | Harrison Barnes (19) | José Juan Barea (6)   | Staples Center           | 18 - 41 |
| 60                     | 24 février | @ Utah          | D 90-97        | José Juan Barea (17)  | Dirk Nowitzki (10)   | José Juan Barea (12)  | Vivint Smart Home Arena  | 18 - 42 |
| 61                     | 26 février | Indiana         | V 109-103      | Harrison Barnes (21)  | Dwight Powell (14)   | José Juan Barea (9)   | American Airlines Center | 19 - 42 |
| 62                     | 28 février | Oklahoma City   | D 110-111 (OT) | Harrison Barnes (26)  | Dwight Powell (8)    | José Juan Barea (7)   | American Airlines Center | 19 - 43 |

| Match | Date match | Équipe             | Score          | Meilleur marqueur        | Meilleur rebondeur      | Meilleur passeur      | Lieux                    | Série   |
| ----- | ---------- | ------------------ | -------------- | ------------------------ | ----------------------- | --------------------- | ------------------------ | ------- |
| 63    | 2 mars     | @ Chicago          | D 100-108      | Harrison Barnes (26)     | Dwight Powell (11)      | Wesley Matthews (4)   | United Center            | 19 - 44 |
| 64    | 4 mars     | Nouvelle-Orléans   | D 109-126      | Nowitzki, Smith Jr. (23) | Dwight Powell (11)      | Dennis Smith Jr. (8)  | American Airlines Center | 19 - 45 |
| 65    | 6 mars     | Denver             | V 118-107      | Yogi Ferrell (24)        | Nerlens Noel (14)       | Dennis Smith Jr. (11) | American Airlines Center | 20 - 45 |
| 66    | 10 mars    | Memphis            | V 114-80       | Harrison Barnes (25)     | Dwight Powell (10)      | Yogi Ferrell (6)      | American Airlines Center | 21 - 45 |
| 67    | 11 mars    | Houston            | D 82-105       | Dwight Powell (20)       | Kyle Collinsworth (10)  | José Juan Barea (13)  | American Airlines Center | 21 - 46 |
| 68    | 13 mars    | @ New York         | V 110-97       | Harrison Barnes (30)     | Dorian Finney-Smith (9) | José Juan Barea (7)   | Madison Square Garden    | 22 - 46 |
| 69    | 16 mars    | @ Toronto          | D 115-122 (OT) | Harrison Barnes (27)     | Dwight Powell (8)       | José Juan Barea (8)   | Centre Air Canada        | 22 - 47 |
| 70    | 17 mars    | @ Brooklyn         | D 106-114      | Dennis Smith Jr. (21)    | Trois joueurs (7)       | Yogi Ferrell (12)     | Barclays Center          | 22 - 48 |
| 71    | 20 mars    | @ Nouvelle-Orléans | D 105-115      | Barnes, Nowitzki (19)    | Trois joueurs (6)       | José Juan Barea (8)   | Smoothie King Center     | 22 - 49 |
| 72    | 22 mars    | Utah               | D 112-119      | José Juan Barea (23)     | Finney-Smith, Mejri (5) | José Juan Barea (8)   | American Airlines Center | 22 - 50 |
| 73    | 24 mars    | Charlotte          | D 98-102       | Dennis Smith Jr. (21)    | Nerlens Noel (12)       | Dennis Smith Jr. (6)  | American Airlines Center | 22 - 51 |
| 74    | 27 mars    | @ Sacramento       | V 103-97       | Harrison Barnes (20)     | Maximilian Kleber (9)   | Barnes, Smith Jr. (6) | Golden 1 Center          | 23 - 51 |
| 75    | 28 mars    | @ L.A. Lakers      | D 93-103       | Harrison Barnes (17)     | Dirk Nowitzki (7)       | Dennis Smith Jr. (8)  | Staples Center           | 23 - 52 |
| 76    | 30 mars    | Minnesota          | D 92-93        | Harrison Barnes (19)     | Nerlens Noel (12)       | Dennis Smith Jr. (7)  | American Airlines Center | 23 - 53 |

| Match | Date match | Équipe         | Score          | Meilleur marqueur     | Meilleur rebondeur     | Meilleur passeur      | Lieux                    | Série   |
| ----- | ---------- | -------------- | -------------- | --------------------- | ---------------------- | --------------------- | ------------------------ | ------- |
| 77    | 1er avril  | @ Cleveland    | D 87-98        | Harrison Barnes (30)  | Noel, Nowitzki (7)     | Dennis Smith Jr. (6)  | Quicken Loans Arena      | 23 - 54 |
| 78    | 3 avril    | Portland       | V 115-109      | Dennis Smith Jr. (18) | Kleber, Smith Jr. (8)  | Dennis Smith Jr. (8)  | American Airlines Center | 24 - 54 |
| 79    | 4 avril    | @ Orlando      | D 100-105      | Jalen Jones (16)      | Kyle Collinsworth (9)  | Yogi Ferrell (7)      | Amway Center             | 24 - 55 |
| 80    | 6 avril    | @ Détroit      | D 106-113 (OT) | Johnathan Motley (26) | Johnathan Motley (12)  | Dennis Smith Jr. (8)  | Little Caesars Arena     | 24 - 56 |
| 81    | 8 avril    | @ Philadelphie | D 97-109       | Harrison Barnes (21)  | Kleber, Powell (10)    | Dennis Smith Jr. (11) | Wells Fargo Center       | 24 - 57 |
| 82    | 10 avril   | Phoenix        | D 97-124       | Johnathan Motley (21) | Kyle Collinsworth (11) | Kyle Collinsworth (8) | American Airlines Center | 24 - 58 |

### Confrontations en saison régulière
| Conférence Est      | Conférence Est                              | Conférence Est                              | Conférence Ouest                            | Conférence Ouest                            | Conférence Ouest                            | Conférence Ouest                            | Conférence Ouest                            |
| Division Atlantique | Division Atlantique                         | Division Atlantique                         | Division Nord-Ouest                         | Division Nord-Ouest                         | Division Nord-Ouest                         | Division Nord-Ouest                         | Division Nord-Ouest                         |
| Équipe              | Domicile                                    | Extérieur                                   | Équipe                                      | Domicile                                    | Domicile                                    | Extérieur                                   | Extérieur                                   |
| ------------------- | ------------------------------------------- | ------------------------------------------- | ------------------------------------------- | ------------------------------------------- | ------------------------------------------- | ------------------------------------------- | ------------------------------------------- |
| Boston              | 102-110 (OT)                                | 90-97                                       | Denver                                      | 122-105                                     | 118-107                                     | 102-105                                     | 89-91                                       |
| Brooklyn            | 104-109                                     | 106-114                                     | Minnesota                                   | 87-111                                      | 92-93                                       | 99-112                                      | 92-97                                       |
| New York            | 96-100                                      | 110-97                                      | Oklahoma City                               | 97-81                                       | 110-111 (OT)                                | 99-112                                      | 116-113                                     |
| Philadelphie        | 110-112                                     | 97-109                                      | Portland                                    | 93-107                                      | 115-109                                     | 108-117                                     |                                             |
| Toronto             | 98-93                                       | 115-122 (OT)                                | Utah                                        | 112-119                                     |                                             | 89-104                                      | 90-97                                       |
|                     | 1–4                                         | 1–4                                         |                                             | 4–5                                         | 4–5                                         | 1–8                                         | 1–8                                         |
| Division            | 2–8                                         | 2–8                                         | Division                                    | 5-13                                        | 5-13                                        | 5-13                                        | 5-13                                        |
| Division Atlantique | Division Atlantique                         | Division Atlantique                         | Division Nord-Ouest                         | Division Nord-Ouest                         | Division Nord-Ouest                         | Division Nord-Ouest                         | Division Nord-Ouest                         |
| Équipe              | Domicile                                    | Extérieur                                   | Équipe                                      | Domicile                                    | Domicile                                    | Extérieur                                   | Extérieur                                   |
| Chicago             | 124-127                                     | 100-108                                     | Golden State                                | 103-133                                     | 122-125                                     | 97-112                                      | 103-121                                     |
| Cleveland           | 104-111                                     | 87-98                                       | L.A. Clippers                               | 108-82                                      |                                             | 98-119                                      | 101-104                                     |
| Detroit             | 110-93                                      | 106-113 (OT)                                | L.A. Lakers                                 | 101-107 (OT)                                | 130-123                                     | 102-124                                     | 93-103                                      |
| Indiana             | 109-103                                     | 98-94                                       | Phoenix                                     | 91-97                                       | 97-124                                      | 88-102                                      |                                             |
| Milwaukee           | 111-79                                      | 102-109                                     | Sacramento                                  | 88-93                                       | 109-114                                     | 106-99                                      | 103-97                                      |
|                     | 3-2                                         | 1-4                                         |                                             | 2-7                                         | 2-7                                         | 2–7                                         | 2–7                                         |
| Division            | 4-6                                         | 4-6                                         | Division                                    | 4-14                                        | 4-14                                        | 4-14                                        | 4-14                                        |
| Division Atlantique | Division Atlantique                         | Division Atlantique                         | Division Nord-Ouest                         | Division Nord-Ouest                         | Division Nord-Ouest                         | Division Nord-Ouest                         | Division Nord-Ouest                         |
| Équipe              | Domicile                                    | Extérieur                                   | Équipe                                      | Domicile                                    | Domicile                                    | Extérieur                                   | Extérieur                                   |
| Atlanta             | 111-117                                     | 107-112                                     |                                             |                                             |                                             |                                             |                                             |
| Charlotte           | 98-102                                      | 115-111                                     | Houston                                     | 97-104                                      | 82-105                                      | 91-107                                      | 97-104                                      |
| Miami               | 88-95                                       | 101-113                                     | Memphis                                     | 103-94                                      | 114-80                                      | 91-96                                       | 95-94                                       |
| Orlando             | 114-99                                      | 100-105                                     | New Orleans                                 | 94-99                                       | 109-126                                     | 128-120                                     | 105-115                                     |
| Washington          | 98-75                                       | 113-99                                      | San Antonio                                 | 91-97                                       | 95-89                                       | 108-115                                     | 96-98                                       |
|                     | 2–3                                         | 2–3                                         |                                             | 3–5                                         | 3–5                                         | 2–6                                         | 2–6                                         |
| Division            | 4-6                                         | 4-6                                         | Division                                    | 5–11                                        | 5–11                                        | 5–11                                        | 5–11                                        |
| Conférence          | 10–20 (Domicile : 6–9 ; Extérieur : 4–11)   | 10–20 (Domicile : 6–9 ; Extérieur : 4–11)   | Conférence                                  | 14–38 (Domicile : 9–16 ; Extérieur : 5–22)  | 14–38 (Domicile : 9–16 ; Extérieur : 5–22)  | 14–38 (Domicile : 9–16 ; Extérieur : 5–22)  | 14–38 (Domicile : 9–16 ; Extérieur : 5–22)  |
| Total               | 24–58 (Domicile : 15–26 ; Extérieur : 9–32) | 24–58 (Domicile : 15–26 ; Extérieur : 9–32) | 24–58 (Domicile : 15–26 ; Extérieur : 9–32) | 24–58 (Domicile : 15–26 ; Extérieur : 9–32) | 24–58 (Domicile : 15–26 ; Extérieur : 9–32) | 24–58 (Domicile : 15–26 ; Extérieur : 9–32) | 24–58 (Domicile : 15–26 ; Extérieur : 9–32) |

## Effectif
| Mavericks de Dallas Effectif en fin de saison régulière                         |    |                        |                       |                  |
| Entraîneur : Rick Carlisle                                                      |    |                        |                       |                  |
| Meneur                                                                          | 5  | Drapeau de Porto Rico  | José Juan Barea       | Northeastern     |
| Ailier                                                                          | 40 | Drapeau des États-Unis | Harrison Barnes       | Caroline du Nord |
| Meneur                                                                          | 8  | Drapeau des États-Unis | Kyle Collinsworth     | BYU              |
| Meneur                                                                          | 30 | Drapeau des États-Unis | Seth Curry            | Duke             |
| Meneur                                                                          | 11 | Drapeau des États-Unis | Yogi Ferrell          | Indiana          |
| Ailier                                                                          | 10 | Drapeau des États-Unis | Dorian Finney-Smith   | Floride          |
| Arrière                                                                         | 21 | Drapeau des États-Unis | Jalen Jones (TW)      | Texas A&M        |
| Ailier fort                                                                     | 42 | Drapeau de l'Allemagne | Maximilian Kleber     | Allemagne        |
| Arrière                                                                         | 23 | Drapeau des États-Unis | Wesley Matthews       | Marquette        |
| Ailier                                                                          | 20 | Drapeau des États-Unis | Doug McDermott        | Creighton        |
| Pivot                                                                           | 50 | Drapeau de la Tunisie  | Salah Mejri           | Tunisie          |
| Ailier fort                                                                     | 6  | Drapeau des États-Unis | Johnathan Motley (TW) | Baylor           |
| Pivot                                                                           | 3  | Drapeau des États-Unis | Nerlens Noel          | Kentucky         |
| Ailier fort                                                                     | 41 | Drapeau de l'Allemagne | Dirk Nowitzki (C)     | Allemagne        |
| Ailier fort                                                                     | 7  | Drapeau du Canada      | Dwight Powell         | Stanford         |
| Meneur                                                                          | 1  | Drapeau des États-Unis | Dennis Smith Jr.      | NC State         |
| (C) - Capitaine, (TW) - Two-way contract, - Blessé, (10) - Contrat de 10 jours. |    |                        |                       |                  |

## Transactions

### Échanges
| 28 juin 2017   | A Mavericks de DallasCompensation financière                                                                | A Rockets de HoustonDeAndre Liggins                                                            |
| 29 juin 2017   | A Mavericks de DallasCompensation financière                                                                | A Rockets de HoustonJarrod Uthoff                                                              |
| 7 juillet 2017 | A Mavericks de DallasJosh McRoberts Futur second tour de draft Compensation financière                      | A Heat de MiamiA.J. Hammons                                                                    |
| 8 février 2018 | A Mavericks de DallasDoug McDermott (de New York) Second tour de draft 2018 (de L.A. Clippers via New York) | A Nuggets de DenverDevin Harris (de Dallas) Second tour de draft 2018 (de Portland via Denver) |
| 8 février 2018 | A Knicks de New YorkEmmanuel Mudiay (de Denver)                                                             |                                                                                                |

### Joueurs qui re-signent
| Date       | Joueur        | Contrat                          |
| ---------- | ------------- | -------------------------------- |
| 06/07/2017 | Dirk Nowitzki | Contrat de 5 000 000 $ sur 1 an. |
| 26/08/2017 | Nerlens Noel  | Contrat de 4 190 000 $ sur 1 an. |

### Options dans les contrats
| Date       | Joueur          | Option                                                                             |
| ---------- | --------------- | ---------------------------------------------------------------------------------- |
| 24/10/2017 | Wesley Matthews | Wesley Matthews exerce son option joueur de 18 622 514 $ pour la saison 2018-2019. |

### Arrivés
| Date       | Joueur            | Contrat                          | Provenance                              |
| ---------- | ----------------- | -------------------------------- | --------------------------------------- |
| 05/07/2017 | Dennis Smith Jr.  | Contrat de 7 040 000 $ sur 2 ans | Wolfpack de North Carolina State (NCAA) |
| 13/07/2017 | Maximilian Kleber | Contrat de 816,000 $ sur 1 an    | Bayern Munich                           |
| 09/08/2017 | Maalik Wayns      | Contrat de 1 470 000 $ sur 1 an  | Maccabi Rishon LeZion                   |
| 21/08/2017 | Jeff Withey       | Contrat de 3 370 000 $ sur 2 ans | Jazz de l'Utah                          |
| 08/02/2018 | Kyle Collinsworth | Contrat de 3 290 000 $ sur 3 ans | Legends du Texas (NBA G League)         |
| 01/04/2018 | Aaron Harrison    | Contrat de 91,400 $ sur 1 an     | Mavericks de Dallas                     |

#### Two-way contract
| Date       | Joueur             | Provenance                            |
| ---------- | ------------------ | ------------------------------------- |
| 04/07/2017 | Johnathan Motley   | Bears de Baylor (NCAA)                |
| 16/10/2017 | Gian Clavell       | Mavericks de Dallas                   |
| 17/11/2017 | Antonius Cleveland | Warriors de Santa Cruz (NBA G League) |
| 19/12/2017 | Kyle Collinsworth  | Legends du Texas (NBA G League)       |
| 10/01/2018 | Jalen Jones        | Pelicans de La Nouvelle-Orléans       |

#### Contrat de 10 jours
| Date       | Joueur            | Provenance                      |
| ---------- | ----------------- | ------------------------------- |
| 13/01/2018 | Kyle Collinsworth | Mavericks de Dallas             |
| 24/01/2018 | Kyle Collinsworth | Mavericks de Dallas             |
| 26/02/2018 | Scotty Hopson     | Galatasaray SK                  |
| 11/03/2018 | Jameel Warney     | Legends du Texas (NBA G League) |
| 22/03/2018 | Aaron Harrison    | Bighorns de Reno (NBA G League) |

### Départs
| Date       | Joueur             | Raison départ | Nouvelle équipe ¹                  |
| ---------- | ------------------ | ------------- | ---------------------------------- |
| 20/07/2017 | Nicolás Brussino   | Coupé         | Hawks d'Atlanta                    |
| 17/11/2017 | Gian Clavell       | Coupé         | Sakarya Büyükşehir Belediyesi S.K. |
| 19/12/2017 | Antonius Cleveland | Coupé         | Hawks d'Atlanta                    |
| 19/12/2017 | Jeff Withey        | Coupé         |                                    |
| 10/01/2018 | Kyle Collinsworth  | Coupé         | Mavericks de Dallas                |
| 10/02/2018 | Josh McRoberts     | Coupé         |                                    |

¹ Il s'agit de l’équipe pour laquelle le joueur a signé après son départ, il a pu entre-temps changer d'équipe ou encore de pays.

#### Non retenu après les camps entraînements
| Date       | Joueur         | Nouvelle équipe                 |
| ---------- | -------------- | ------------------------------- |
| 13/10/2017 | Brandon Ashley | Legends du Texas (NBA G League) |
| 14/10/2017 | P. J. Dozier   | Thunder d'Oklahoma City         |
| 14/10/2017 | Jameel Warney  | Legends du Texas (NBA G League) |
| 14/10/2017 | Maalik Wayns   | Joventut Badalona               |
| 16/10/2017 | Gian Clavell   | Mavericks de Dallas             |

### Joueurs "agents libres" à la fin de la saison
| Joueur         | Fin de saison         |
| -------------- | --------------------- |
| Seth Curry     | Agent libre           |
| Yogi Ferrell   | Agent libre restreint |
| Doug McDermott | Agent libre restreint |
| Salah Mejri    | Agent libre restreint |
| Nerlens Noel   | Agent libre           |